# 求積法
求積法（きゅうせきほう、英: quadrature）とは、定積分を求める方法のこと。特に、平面上の領域や曲面の面積を求める方法を意味することもある。
微分方程式論においては、有限回の不定積分を用いて常微分方程式の解を表す方法を意味する。求積法で解くことができる常微分方程式は限られているが、例えば一階線型常微分方程式やクレローの方程式は求積法で解ける。

## 語源
英語の quadrature は正方形を意味するラテン語 quadratum に由来する。これは quadrature が与えられた領域と等しい面積を持つ正方形を見つけることを意味していたためである。

## 微分方程式の解法例
次の1階常微分方程式（F は任意の関数）
{\displaystyle {\frac {dy}{dx}}=F(y)}
は求積法により解くことができる。上式を {\displaystyle {\frac {dy}{F(y)}}=dx} と書き換え（変数分離も参照）、両辺の不定積分を求めることで
{\displaystyle \int {\frac {dy}{F(y)}}=x-x_{0}}
を得る（x0 は積分定数）。左辺の不定積分の逆関数を φ とすれば、陽な解の表示 {\displaystyle y=\phi (x-x_{0})} が求まる。

## 求積法で解ける主な1階常微分方程式

### 1階線形常微分方程式
{\displaystyle {\frac {\,dy\,}{dx}}+p(x)y+q(x)=0.}
一般解は，C を積分定数として， 
{\displaystyle y=\exp \left(-\int p(x)\,dx\right)\left[\,C-\int \left\{q(x)\exp \left(\int p(x)\,dx\right)\right\}dx\right]}
で与えられる。

### 同次常微分方程式
{\displaystyle {\frac {\,dy\,}{dx}}=f\left({\frac {\,y\,}{x}}\right).}
この同次常微分方程式 dy/dx=f(y/x) に対して，y=ux とおけば，同次常微分方程式が
{\displaystyle {\frac {\,du\,}{dx}}={\frac {\,f(u)-u\,}{x}}}
となり，変数分離形になる。この積分を計算すると，同次常微分方程式の一般解は，
{\displaystyle x=C\exp \left[\int {\frac {du}{\;f(u)-u\;}}\,\right],\;\;\;\;\;\left(u={\frac {\,y\,}{x}}\right)}
で与えられる。C は積分定数である。

### Bernoulli 型の常微分方程式
{\displaystyle {\frac {\,dy\,}{dx}}+p(x)y+q(x)y^{n}=0,\;\;\;\;\;(n\neq {}0,\;1).}
この式に対して，z = y1 − n とおくと，
{\displaystyle {\frac {\,dz\,}{dx}}+(1-n)p(x)z+(1-n)q(x)=0}
となり，z に関する1階線形常微分方程式に帰着する。 

### Clairaut型の常微分方程式
{\displaystyle y=xp+f(p),\;\;\;\;{\Bigl (}p\equiv {\frac {\,dy\,}{dx}}{\Bigr )}.}
一般解は y=Cx+f(C) という直線族。
特異解はその直線族の包絡線であって，もとの方程式 y = xp + f(p) と x + df(p)/dp  = 0 から p を消去して得られる。

### Lagrange型の常微分方程式
{\displaystyle y=x\varphi (p)+\psi (p),\;\;\;\;{\Bigl (}p\equiv {\frac {\,dy\,}{dx}}{\Bigr )}.}
この式の両辺を x で微分すると，x, p に関する 1 階線形常微分方程式，
{\displaystyle [\varphi (p)-p]{\frac {\,dx\,}{dp}}+{\frac {\,d\varphi (p)\,}{dp}}x+{\frac {\,d\psi (p)\,}{dp}}=0}
となり，この解と，もとの方程式 y=xφ(p)+ψ(p) から p を消去すれば一般解が得られる。または p を媒介変数と考えてもよい。なお，この方程式は、ダランベール（d'Alembert）の微分方程式とも呼ばれる。

### Riccati型の常微分方程式
{\displaystyle {\frac {\,dy\,}{dx}}+ay^{2}=bx^{m}.}
この常微分方程式は，m = −2，m = 4k/1 − 2k の場合に求積法で解ける。ただし，k は整数。  

### 完全微分方程式
{\displaystyle P(x,\;y)dx+Q(x,\;y)dy=0.}
上記の微分方程式において， P(x, y)dx+Q(x, y)dy=0 の左辺が完全微分式（完全微分形式）の場合，解ける条件は，
{\displaystyle {\frac {\;\partial {P}\;}{\partial {y}}}={\frac {\;\partial {Q}\;}{\partial {x}}}}
である。一般解は，
{\displaystyle \int P\,dx+\int \left(Q-{\frac {\partial }{\partial {y}}}\int P\,dx\right)\,dy=C}
と表示できる。C は積分定数である。